# مناجت
مناجت (به انگلیسی: MenaJet) یک شرکت هواپیمایی با کد یاتا IM است که در تاریخ ۲۰۰۳ میلادی تأسیس شده و در تاریخ ۲۰۰۴ فعالیتش را آغاز کرده‌است. دفتر مرکزی مناجت در بیروت، لبنان واقع شده‌است و قطب این شرکت هواپیمایی در فرودگاه بین‌المللی رفیق حریری بیروت قرار دارد.